# Ceuthomantis
Genre
Ceuthomantis est un genre d'amphibiens de la famille des Craugastoridae.

## Répartition
Les 4 espèces de ce genre se rencontrent sur le plateau des Guyanes.

## Liste des espèces
Selon Amphibian Species of the World (2 juillet 2014) :
- Ceuthomantis aracamuni (Barrio-Amorós & Molina, 2006)
- Ceuthomantis cavernibardus (Myers & Donnelly, 1997)
- Ceuthomantis duellmani Barrio-Amorós, 2010
- Ceuthomantis smaragdinus Heinicke, Duellman, Trueb, Means, MacCulloch, & Hedges, 2009

## Publication originale
- Heinicke, Duellman, Trueb, Means, MacCulloch & Hedges, 2009 : A new frog family (Anura: Terrarana) from South America and an expanded direct-developing clade revealed by molecular phylogeny. Zootaxa, no 2211, p. 1-35 (texte intégral).